# جون أ. دينيسون
جون أ. دينيسون هو سياسي أمريكي، ولد في 17 أغسطس 1875 في شيكوبي في الولايات المتحدة، وتوفي في 7 مارس 1948. نشط حزبياً في الحزب الجمهوري.